# Cobus Reinach
Pour les articles homonymes, voir Reinach.

a Compétitions nationales et continentales officielles uniquement.

b Matchs officiels uniquement.
Dernière mise à jour le 16 août 2025.
Jacobus Meyer "Cobus" Reinach, né le 7 février 1990 à Bloemfontein (Afrique du Sud), est un joueur international sud-africain de rugby à XV évoluant au poste de demi de mêlée. Il mesure 1,75 m pour 84 kg.

## Carrière

### En club
Cobus Reinach commence sa carrière professionnelle en 2011 avec la province des Natal Sharks en Vodacom Cup, puis, plus tard la même année, il fait également ses débuts en Currie Cup avec cette même équipe.
L'année suivante, il est sélectionné par les Sharks pour évoluer en Super Rugby. Avec cette franchise, il se partage d'abord le poste de demi de mêlée avec Charl McLeod, avant de devenir pleinement titulaire du poste lors de son départ en 2014,.
En 2017, il rejoint le championnat anglais et les Northampton Saints.
Après trois saisons en Angleterre, il s'engage pour deux saisons avec le Montpellier HR en Top 14 en 2020.
Il remporte le Challenge européen en 2021 après une finale gagnée face à Leicester. Son club remporte ensuite le championnat de France en 2022, mais il rate personnellement les phases finales à cause d'une blessure à l'épaule,. En 2022 également, il prolonge son contrat avec le MHR jusqu'en 2025.
Ne prolongeant pas son contrat, il quitte le club héraultais à l'été 2025, pour signer chez les Stormers.

### En équipe nationale
Cobus Reinach a été sélectionné pour la première fois avec les Springboks en août 2014, pour disputer le Rugby Championship.
Il obtient sa première cape internationale le 27 septembre 2014 à l'occasion d'un match contre l'équipe d'Australie au Cap,.
En 2019, il est retenu par sélectionneur Rassie Erasmus dans le groupe de 31 joueurs pour disputer la Coupe du monde au Japon. Lors de la compétition, il est considéré comme le troisième demi de mêlée de l'équipe, derrière Faf de Klerk et Herschel Jantjies, et ne dispute que deux matchs lors du tournoi. Il se fait toutefois remarquer par son triplé face au Canada qui, inscrit en dix-huit minutes, est le plus rapide de l'histoire de la compétition. Il ne dispute pas la finale que son équipe remporte face à l'Angleterre.

## Statistiques
Au 29 octobre 2023, Cobus Reinach compte 31 capes  en équipe d'Afrique du Sud, dont 15 en tant que titulaire, depuis le 27 septembre 2014 contre l'équipe d'Australie au Cap.
Il participe à quatre éditions du Rugby Championship, en 2014, 2015, 2019 et 2021. Il dispute huit rencontres dans cette compétition.

## Palmarès

### En club
- Finaliste du Super Rugby en 2012 avec les Sharks.
- Champion de Currie Cup en 2013 avec les Natal Sharks.
- Vainqueur de la Coupe d'Angleterre en 2019 avec Northampton
- Vainqueur du Challenge européen en 2021 avec Montpellier.
- Vainqueur du Championnat de France en 2022 avec Montpellier.

### En équipe nationale
- Vainqueur du Rugby Championship en 2019 et 2024.
- Vainqueur de la Coupe du monde en 2019 et en 2023.

### Distinctions personnelles
- Meilleur marqueur d'essais du Championnat d'Angleterre en 2019 (12 essais)